# 1989 en philosophie
Chronologie de la philosophie
- 1985
- 1986
- 1987
- 1988
- 1989
- 1990
- 1991
- 1992
- 1993

L’année 1989 a été marquée, en philosophie, par les événements suivants :

## Publications
- Juin : rapport Derrida-Bouveresse, fruit des travaux de la « Commission de Philosophie et d'Épistémologie », chargée de réfléchir aux contenus et méthodes de l'enseignement de la philosophie (lire en ligne).

### Traductions
- Thomas Hobbes : De principiis, (1638-1639), National Library of Wales, Aberystwyth, MS 5297 ; publié par J. Jacquot et H.W. Jones en Appendice II de la Critique du « De Mundo » de Thomas White, 449-460 ; « De principiis. Notes de Herbert de Cherbury sur une version ancienne de De Corpore », traduction, introduction et notes par L. Borot, in Philosophie, no 23, été 1989, 3-21.